# Shunta Nishiyama
Shunta Nishiyama (西山 峻太 Nishiyama Shunta?), född 25 juli 1989 i Kanagawa prefektur, är en japansk fotbollsspelare.
Nishiyama började sin karriär 2012 i YSCC Yokohama.